# Heinrich Scherping (Büchsenmacher)

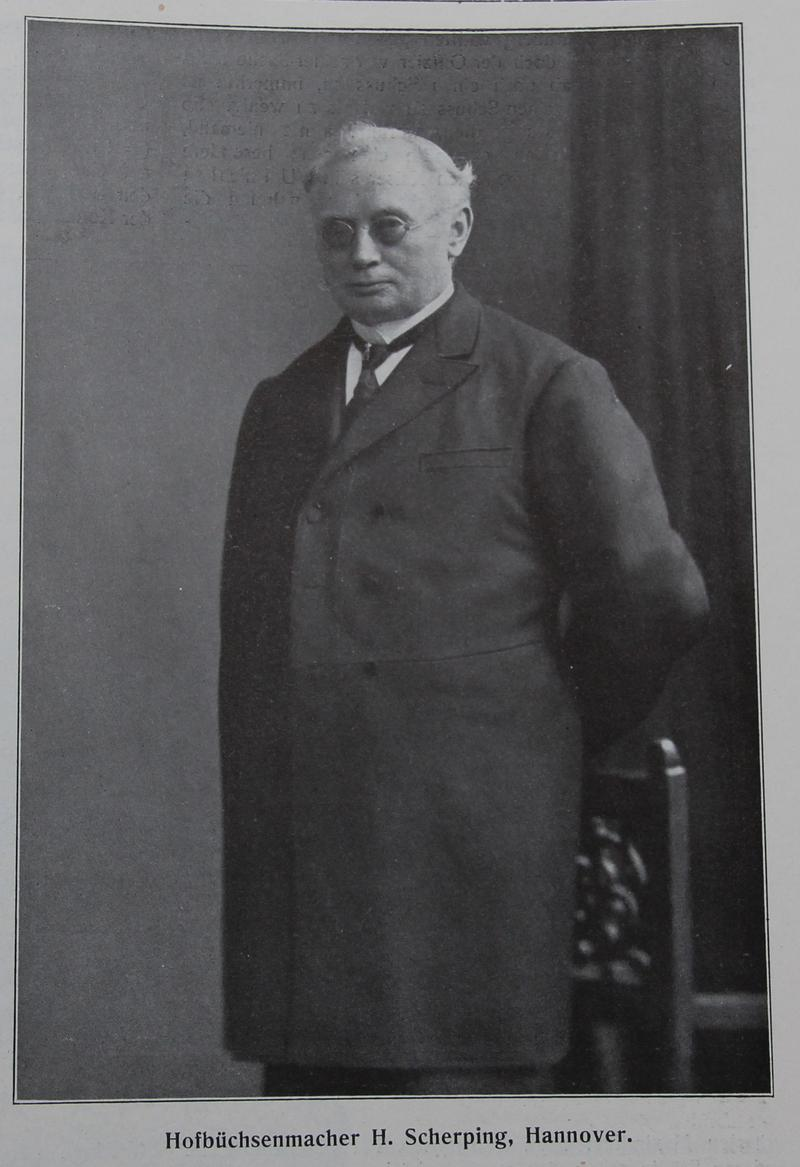
Hofbüchsenmacher H. Scherping, Hannover, Atelieraufnahme, um 1900

Heinrich Scherping (* 1831 in Güstrow; † vor 30. September 1913 in Hannover) war ein deutscher Büchsenmacher und späterer Hoflieferant.

## Leben
Heinrich Scherping ging nach seiner Lehre zunächst nach Herzberg, Suhl und Wien.  1857 gründete er sein eigenes Waffengeschäft.
1862 wurde Scherping in das hannoversche Schmiedeamt aufgenommen und war 1863 nach dem Erwerb des Bürgerrechts zunächst mit Sitz in der Wagenerstraße 11 in der Calenberger Neustadt nachweisbar.
Nach dem Umzug in Hinterhäuser der Georgstraße 9 und 10 wurde Scherping 1866 zum „Hof-Büchsenmacher“ ernannt. Ostern 1873 verlegte er seine endgültige Geschäftsadresse in die Große Wallstraße 8.

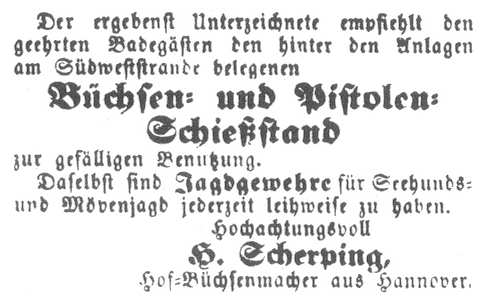
Um 1880: Annonce für den Verleih von Jagdgewehren Scherpings zur Seehunds- und Möwenjagd auf Norderney

1878 zeigte Scherping acht Gewehre auf der Allgemeinen Gewerbe-Ausstellung der Provinz Hannover.
Um 1880 bot Scherping Badegästen auf Norderney leihweise Jagdgewehre für die Seehund- und Möwenjagd an.
Als Hofbüchsenmacher „signierte Scherping verschiedentlich“ die von ihm verkauften Gewehre. So ist beispielsweise eine international als außergewöhnlich angesehene Scheibenpistole bekannt, entstanden im Zusammenspiel mit U.A.Z., der Udo Anschütz Gewehrfabrik in Zella-Mehlis. Das Stück aus einem achteckigen Stück Walnuss-Vollholz ist mit der Marke „H. Scherping“ signiert.
1907 publizierte die Zeitschrift Jagd und Waffe ein Foto zum Gründungsjubiläum von „Altmeister Scherping“ und berichtete, dass sich „zahlreiche Verehrer aus allen Teilen Deutschlands zusammengetan [.. hätten, um] dem Jubilar eine prachtvolle Ehrengabe [zu stiften]“.
Noch vor dem Tod des Unternehmensgründers im Jahr 1913 war der Firma „Heinrich Scherping“ mit der im Handelsregister beim Amtsgericht Hannover eingetragenen Nummer HRA 3991 der Büchsenmacher Heinrich Eckebrecht als zweiter Inhaber beigetreten. Neben der Anfertigung von Waffen bewarb das Unternehmen, das für den Raum Hannover ein Alleinvertretungsrecht für Produkte der Jagdgewehrfabrik J. P. Sauer & Sohn besaß, sein Lager von Jagd- und Schusswaffen, Munition und Jagdausrüstungs-Gegenständen.
Noch vor dem 30. September 1913 hatte Heinrich Eckebrecht im Todesjahr des Firmengründers das Geschäft übernommen, und trat nun als alleiniger Inhaber mit dem Titel „Hof-Büchsenmacher“ auf bei zunächst unveränderter Ausrichtung.
Noch während der Zeit des Deutschen Kaiserreichs wurden Jagdschusswaffen, Munition und Ausrüstungsgegenstände aus dem Hause Scherping in die deutschen Kolonien exportiert. Diese Waffenausfuhren wurden durch die Buchhaltung der Deutschen Landwirtschaftsgesellschaft (DLG) festgehalten. Auf der 27. Wanderausstellung der DLG, der am 18. Juni 1914 eröffneten Kolonialwirtschaftlichen Ausstellung in Hannover, wurde die Sammlung der Jagdtrophäen des Geheimen Kommerzienrats Berthold Körting gezeigt, inklusive seiner Selbstspanner-Doppelbüchsen aus dem Hause Scherping.

## Firma Heinrich Scherping eK, 1911–1963

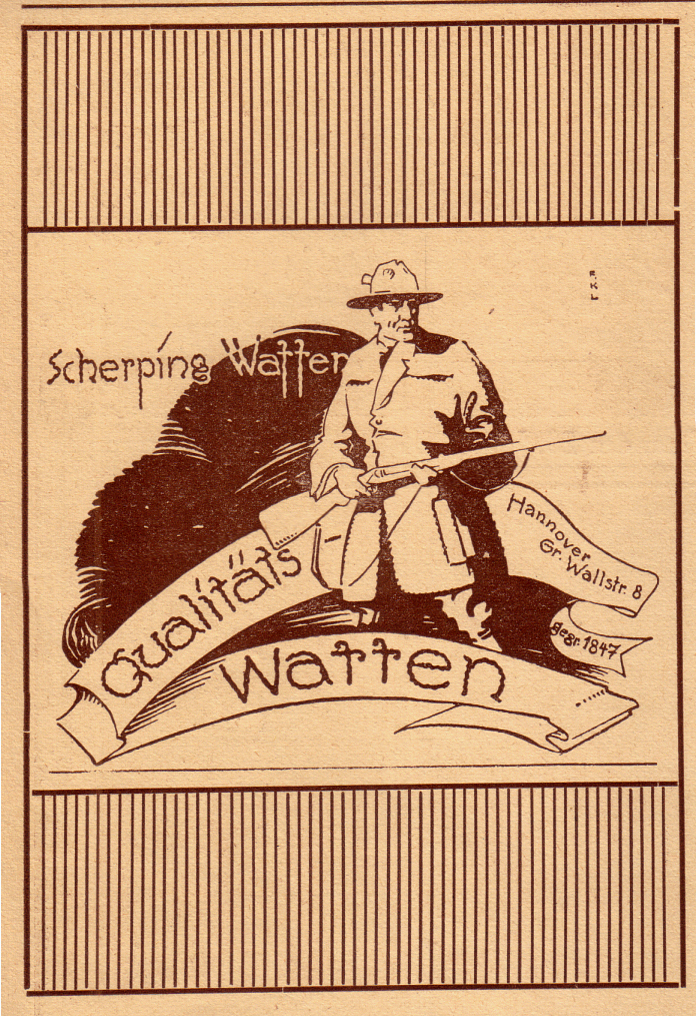
Mit Künstlersignatur „F K L“ von dem Kunstmaler und Grafiker Friedrich Karl Lippert: „Scherping Waffen“, Werbeblatt von 1924 mit einem Jäger und einer Jagdwaffe sowie dem – falschen – Gründungsdatum 1847

Abweichend von der natürlichen Person des Hofbüchsenmachers soll zum 28. Oktober 1911 für die Firma Heinrich Scherping eK beim Amtsgericht Hannover ein Eintrag im Handelsregister unter der Nummer HRA 14587 vorgenommen worden sein. Demnach wurde dieses Unternehmen am 20. Mai 1963 aus dem Handelsregister gelöscht.
Ein etwa auf das Jahr 1930 datiertes Gewehr mit der Signatur „H. Scherping“ wurde als Schenkung der Stans African Hall des Museum of York County in Rock Hill (South Carolina), USA, an das Cody Firearms Museum im Buffalo Bill Center of the West gestiftet.
Eine Besonderheit in der Scherpingschen Fertigung war das nach Friedrich Karl Lippert benannte „Lippertsche Waidbesteck“, zu dem das Lippertsche Waidblatt zählt. Der Kunstmaler und Jäger Lippert hatte dieses Spezialmesser 1936 erfundenen und durch die Firma Scherping nach Bestellung in aufwendiger Handarbeit in wenigen Einzelexemplaren fertigen lassen. Die Stücke wurden zu seltenen Sammlerstücken.
Später fertigte der Schwertschleifer Willi Ulrich das sogenannte "Lippertsche Waidblatt" als Replikat des Scherpingschen Originals.